# Vini Reilly
Vincent Gerard Reilly, más conocido como Vini Reilly es un músico inglés, líder, guitarrista, pianista y cantante de la banda post-punk The Durutti Column. Es considerado un influyente guitarrista. Como muchos de su generación y estilo, tuvo sus comienzos en la época del punk rock británico, con una banda popular pero de corta duración, The Nosebleeds.
Nació en el Heaton Park, Gran Mánchester, Inglaterra, el 4 de agosto de 1953. A temprana edad aprendió piano, y luego guitarra. Su carrera musical empezó con las bandas punk Ed Banger and the Nosebleeds y V2. Con la primera, lanzó sólo un sencillo Ain't Bin to No Music School, en 1977.
En 1978, los pronto fundadores de Factory Records, Tony Wilson y Alan Erasmus, contactaron con Reilly para formar una banda. Reilly fue incluido para formarla e integrarla, como guitarrista, junto con Dave Rowbotham en guitarra también, Chris Joyce en batería, Tony Bowers en bajo y Phil Rainford en voz. La alineación no duró mucho, con Reilly quedando sólo en la banda, que a pesar de eso continuó, lanzando su álbum debut The Return Of The Durutti Column en 1980. Por ese entonces, Bruce Mitchell (ex-Grasy Bear y ex-Alberto Y Lost Trios Paranoias) integra la banda en batería. Desde ese entonces, Reilly y Mitchell trabajan juntos hasta ahora.

## Instrumentos
- Les Paul Custom: Usado desde finales de la década de 1970 con The Durutti Column, y también con Pauline Murray And The Invisible Girls.
- Fender Stratocaster.[2]
- Juan Montero Aguilera hecho en 1967.[3]
- Gibson Les Paul - Jimmy Page Signature: Lo vendió en 2008.[4][5]